# KING OF 片想い
「KING OF 片想い」（キング オブ かたおもい）は、2010年3月3日に発売されたのVijandeuxの3枚目のシングル。

## 解説
- 前作から8ヶ月ぶりのシングル。

## 収録曲
1. KING OF 片想い
2. Beautiful Angel
3. Daydream Believer
4. KING OF 片想い (Instrumental)
5. Beautiful Angel (Instrumental)